# Henrik Larsson
Henrik "Henke" Larsson (Helsingborg, 20. rujna 1971.) je bivši švedski nogometaš i trener.
U svojoj nogometnoj karijeri je nastupao za neke velike klubove poput Feyenoorda, Celtica, Barcelone i Manchester Uniteda.Larsson je u finalu lige prvaka 2005/6 protiv Arsenala asistirao je za oba Barcelonina pogotka.

## Vanjske poveznice
- Profil  Arhivirana inačica izvorne stranice od 8. travnja 2008. (Wayback Machine) Soccerbase